# Savang
Savang – rodzaj chrząszczy z rodziny kózkowatych i podrodziny zgrzypikowych.

## Zasięg występowania
Przedstawiciele tego rodzaju występują w Azji Południowo-Wschodniej oraz południowych Chinach.

## Systematyka
Do Savang należą 2 gatunki:
- Savang sulphuratus
- Savang vatthanai